# Santa Clara de Avedillo (kommunhuvudort)
Santa Clara de Avedillo är en kommunhuvudort i Spanien.   Den ligger i provinsen Provincia de Zamora och regionen Kastilien och Leon, i den centrala delen av landet, 190 km nordväst om huvudstaden Madrid. Santa Clara de Avedillo ligger 772 meter över havet och antalet invånare är 232.
Terrängen runt Santa Clara de Avedillo är lite kuperad, och sluttar norrut. Runt Santa Clara de Avedillo är det mycket glesbefolkat, med 7 invånare per kvadratkilometer. Närmaste större samhälle är Zamora, 19,4 km norr om Santa Clara de Avedillo. Trakten runt Santa Clara de Avedillo består till största delen av jordbruksmark.